# Moacșa, Covasna
Moacșa (maghiară Maksa) este satul de reședință al comunei cu același nume din județul Covasna, Transilvania, România. Se află în Depresiunea Târgu Secuiesc.

## Așezare
Localitatea Moacșa este situată în zona centrală a județului, pe cursul văii Pădureni, la capătul sudic al Munților Bodoc, la o altitudine de 547 m, pe DN11, Brașov - Târgu Secuiesc - Bacău.

## Istoric
Prima atestare documentară datează din anul 1332, însă descoperirile arheologice dovedesc existența omului aici mult înainte astfel, în anul 1961, cu ocazia unui sondaj arheologic făcut în locul numit "Maksahát" s-a identificat o așezare de tip Cucuteni-Ariușd și vestigii din sec. XI - XII, iar pe "Hotarul Moacșa" s-a descoperit o cetate dacică. Pe malul drept al pârâului Pădureni, s-a descoperit o așezare cu două nivele de tip Precucuteni, Cucuteni-Ariușd ce conținea o locuință dreptunghiulară, fragmente de ceramică și obiecte de uz casnic. La "Drumul cerei" s-a găsit o monedă republicană romană, de argint a familiei Rubria, iar în "hotarul Vereșmart", între pâraiele Ciobot și Năsaș se găsesc urmele unei așezări din epoca romană. Aici s-au găsit întâmplător substrucții de clădire de piatră, fragmente de țiglă și de ceramică romană provincială. La capătul vestic al satului, pe un loc amenajat ce poartă denumirea de "Mégely", a fost descoperită o așezare neolitică atribuită unei faze timpurii a culturii Ariușd-Cucuteni, suprapusă de o locuire dacică.

## Economie
Economia acestei localității este una predominant agricolă, bazată pe cultura plantelor (cultivarea cartofului, sfeclei de zahăr și cerealelor) și creșterea animalelor.

## Atracții turistice
- Dealul Pivnițele Mari - zonă turistică